# École normale supérieure de Lyon
École normale supérieure de Lyon (ENS Lyon) je francouzská grande école, která se nachází ve městě Lyon. Je jednou ze čtyř prestižních francouzských škol ('écoles normales supérieures'). Škola se skládá ze dvou akademických jednotek - umělecké a přírodovědné - s kampusy v Lyonu, poblíž soutoku řek Rhôny a Saôny.
Studenti ENSL mají obvykle po mnoha konkurzech zvláštní postavení státních zaměstnanců, pokud pokračují ve své kariéře ve státní správě.

## Slavní studenti a absolventi
- Alessio Figalli, italský matematik
- Christine and the Queens, francouzská zpěvačka